# Кочетовка (Залегощенский район)
Кочето́вка — деревня в составе Верхнескворченского сельского поселения Залегощенского района Орловской области России. 
До образования Залегощенского района входила в состав Новосильского уезда Тульской губернии.

## Название
Прежнее название получено по колодезю («кладезю воды») «Гремячий», т. е. по шумливому истоку родника, ручья. Другое название деревни могло быть получено или от растения кочеток, произрастающего в этих местах, или от слова ко́чет — петух (задиристые жители). 

## География
Находится в 12 км от райцентра Залегощи у истока ручья Ольшанец, впадающего в реку Залегощь.

## История
Вновь поселённая деревня Гремячая значится в 5-й ревизской сказке Новосильской округи Тульского наместничества за 1795 год (ГАОО, Фонд 760, опись 1, дело 594). Жители этой деревни значились «казаками» из села Нижнего Скворчего (не сущ.). Относилась к приходу церкви Николая Чудотворца села Нижнее Скворчее. В 1872 году, после построения каменного храма во имя  Божией Матери «Всех Скорбящих Радости» в Н. Скворчем, прежний деревянный был перенесён в Гремячий Колодезь и после его перестройки был освящён в 1889 году во имя Усекновения Главы Св. Иоанна Предтечи. Во вновь образованный приход вошла также деревня Долы. В 1915 году в селе насчитывалось 1132 человека и было 155 крестьянских дворов. Имелась церковно-приходская школа.

## Население
| 1857 | 2002 | 2010 |
| ---- | ---- | ---- |
| 1048 | ↘155 | ↘145 |